# 乌尔斯·扎尔茨曼
乌尔斯·扎尔茨曼（德語：Urs Salzmann，1954年7月3日—），瑞士男子雪车运动员。他曾代表瑞士参加1984年冬季奥林匹克运动会雪车比赛，联同西尔维奥·焦贝利纳、海因茨·施泰特勒和里科·弗赖尔穆特获得男子四人铜牌。